# Janna Michaels
Janna Michaels (* Anfang der 1980er Jahre) ist eine ehemalige US-amerikanische Kinderdarstellerin und Synchronsprecherin der 1990er Jahre.

## Leben
Michaels synchronisierte und spielte als Kinderdarstellerin in einigen Filmen und Fernsehserien der 1990er Jahre. Von 1990 bis 1991 spielte sie die Rolle der Maggie Brannigan in der Serie What a Dummy, die ihr 1991 eine Young-Artist-Award-Nominierung einbrachte. Im selben Zeitraum synchronisierte sie im Englischen die Molly Cunningham in der Zeichentrick-Serie Käpt’n Balu und seine tollkühne Crew, wofür sie 1992 eine zweite Nominierung für den Young Artist Award bekam. Neben weiteren Synchronrollen folgten Auftritte in den Filmen Hart aber herzlich: Tod einer Freundin (1994), Kleine Giganten (1994), Durchgeknallt und auf der Flucht (1995) sowie Haus der stummen Schreie (1996). Ebenfalls erschien sie als Lynette Farrell in einer Folge von Charlie Grace – Der Schnüffler (1995), als junge Kes in der Folge Temporale Sprünge von Star Trek: Raumschiff Voyager (1997) und hatte eine wiederkehrende Rolle als Sara Sheehan in der Serie Dr. Quinn – Ärztin aus Leidenschaft (1995–1997) inne.

## Filmografie (Auswahl)
- 1990–1991: Käpt’n Balu und seine tollkühne Crew (TaleSpin, Fernsehserie, 11 Folgen)
- 1990–1991: What a Dummy (Fernsehserie, 24 Folgen)
- 1992: Adventures in Odyssey: A Fine Feathered Frenzy (Stimme)
- 1992: P.J. Sparkles (Fernsehfilm, Stimme)
- 1994: Adventures in Odyssey: Electric Christmas (Stimme)
- 1994: Adventures in Odyssey: Once Upon an Avalanche (Stimme)
- 1994: Hart aber herzlich: Tod einer Freundin (Hart to Hart: Home Is Where the Hart Is, Fernsehfilm)
- 1994: Kleine Giganten (Little Giants)
- 1995: Durchgeknallt und auf der Flucht (Bushwhacked)
- 1995: Charlie Grace – Der Schnüffler (Charlie Grace, Fernsehserie, eine Folge)
- 1995–1997: Dr. Quinn – Ärztin aus Leidenschaft (Dr. Quinn, Medicine Woman, Fernsehserie, vier Folgen)
- 1996: Adventures in Odyssey: Someone to Watch Over Me (Stimme)
- 1996: Haus der stummen Schreie (If These Walls Could Talk, Fernsehfilm)
- 1997: Star Trek: Raumschiff Voyager (Star Trek: Voyager, Fernsehserie, Folge Temporale Sprünge)

## Nominierungen
- 1991: Young-Artist-Award-Nominierung in der Kategorie „Exceptional Performance by a Young Actress Under Nine“ für What a Dummy[1]
- 1992: Young-Artist-Award-Nominierung in der Kategorie „Outstanding Voice-Over in an Animation Series“ für Käpt’n Balu und seine tollkühne Crew[2]